# Етигхајм
Етигхајм (њем. Ötigheim) општина је у њемачкој савезној држави Баден-Виртемберг. Једно је од 23 општинска средишта округа Раштат. Према процјени из 2010. у општини је живјело 4.430 становника. Посједује регионалну шифру (AGS) 8216039.

## Географски и демографски подаци
Етигхајм се налази у савезној држави Баден-Виртемберг у округу Раштат. Општина се налази на надморској висини од 124 метра. Површина општине износи 11,0 km². У самом мјесту је, према процјени из 2010. године, живјело 4.430 становника. Просјечна густина становништва износи 404 становника/km².

## Међународна сарадња
| Мјесто      | Држава  | Врста сарадње | Од    |
| ----------- | ------- | ------------- | ----- |
| Габиче Маре | Италија | партнерство   | 1998. |
| Извор       |         |               |       |